# UEFA Champions League-finalen 2021
 Der er for få eller ingen kildehenvisninger i denne artikel, hvilket er et problem. Du kan hjælpe ved at angive troværdige kilder til de påstande, som fremføres i artiklen.

EUFA Champions League-finalen 2021 var en fodboldkamp, der blev spillet 29. maj 2021 mellem Manchester City F.C. som førstegangsdeltager og Chelsea F.C., der deltog for tredje gang. Kampen blev afviklet på Estádio do Dragão i Porto i Portugal. Den var kulminationen på den 66. sæson af Europas fineste klubturnering for hold arrangeret af UEFA, UEFA Champions League, og var den 29. finale siden turneringen skiftede navn fra European Champion Clubs' Cup til UEFA Champions League.
2021-finalen var oprindeligt planlagt til at blive spillet på Krestovsky Stadium i Sankt Petersborg, Rusland, men på grund af COVID-19-pandemien valgte man at flytte kampen til Atatürk Stadion i Istanbul, Tyrkiet. UEFA havde valgt Istanbul, fordi den planlagte 2020-finale blev flyttet fra Istanbul til Lissabon på grund af COVID-19-pandemien. De britiske rejserestriktioner på daværende tidspunkt gjorde det vanskeligt for fans fra de engelske klubber at deltage i Istanbul, så den 13. maj 2021 meddelte UEFA, at arrangementet endnu engang ville flyttet, denne gang til Porto.